# Carlo I di Löwenstein-Wertheim-Rosenberg
Carlo, Principe di Löwenstein-Wertheim-Rosenberg (in tedesco:  Karl VI, Fürst zu Löwenstein-Wertheim-Rosenberg; Bor, 21 maggio 1834 – Colonia, 8 novembre 1921), è stato un nobile tedesco, Principe di Löwenstein-Wertheim-Rosenberg (1849–1908), politico cattolico e successivamente monaco domenicano. Fu il primo Presidente del Società Cattolica della Germania (1868), e un membro del Reichstag dal 1871 per il Partito di Centro Tedesco.

## Infanzia
Carlo era il terzo dei figli di Costantino, Principe Ereditario di Löwenstein-Wertheim-Rosenberg (1802–1838), e della Principessa Agnese di Hohenlohe-Langenburg (1804–1835). Era un discendente in linea maschile di Federico I, Elettore Palatino. Studiò legge, e successe alla guida del Casato di Löwenstein-Wertheim-Rosenberg e nel titolo di Principe (Fürst) nel 1849.

## Matrimonio e figli
Sposò, nel 1859, sua cugina, la principessa Adelaide di Isenburg-Büdingen-Birstein (1841–1861), figlia del principe Vittorio Alessandro di Isenburg-Büdingen-Birstein (1802-1843) e della principessa Maria di Löwenstein-Wertheim-Rosenberg (1813-1879), da cui ebbe una figlia:
- Principessa Maria di Löwenstein-Wertheim-Rosenberg (1861-1896)

Dopo la sua morte, sposò la Principessa Sofia del Liechtenstein a Vienna nel 1863. Sofia e Carlo ebbero otto figli:
- Principessa Francesca di Löwenstein-Wertheim-Rosenberg (Kleinheubach 30 marzo 1864 - Düsseldorf 12 aprile 1930)
- Principessa Adelaide di Löwenstein-Wertheim-Rosenberg (Kleinheubach 17 luglio 1865 - Praga 6 settembre 1941), sposò il Conte Adalberto Giuseppe di Schönborn
- Principessa Agnese di Löwenstein-Wertheim-Rosenberg (Kleinheubach 22 dicembre 1866 - Oosterhout 23 gennaio 1954)
- Giuseppe, Principe Ereditario di Löwenstein-Wertheim-Rosenberg (Kleinheubach 11 aprile 1868 - Roma 15 febbraio 1870)
- Principessa Maria Teresa di Löwenstein-Wertheim-Rosenberg (Roma 4 gennaio 1870 - Vienna 17 gennaio 1935), sposò suo cugino Miguel, Duca di Braganza, pretendente al trono del Portogallo
- Aloisio, VII Principe di Löwenstein-Wertheim-Rosenberg (Kleinheubach 15 settembre 1871 - Schloss Bronnbach 25 gennaio 1952), sposò la Contessa Josephine Kinsky von Wchinitz und Tettau
- Principessa Anna di Löwenstein-Wertheim-Rosenberg (Kleinheubach 28 settembre 1873 - Vienna 27 giugno 1936), sposò il Principe Felix di Schwarzenberg
- Principe Giovanni Battista di Löwenstein-Wertheim-Rosenberg (Kleinheubach 29 agosto 1880 - Newport 18 maggio 1956), sposò la Contessa Alexandra von Bernstorff

## Vita religiosa
Dopo la morte della sua seconda moglie, diventò un membro dell'ordine domenicano con il nome di Fr. Raymundus Maria nel 1907, e visse nel monastero di Venlo nei Paesi Bassi. Fu ordinato prete cattolico nel 1908. Lo stesso anno, abbandonò il suo titolo di Principe e fu succeduto da suo figlio.

## Onorificenze
Fu un Cavaliere dell'Ordine del Toson d'oro.

## Ascendenza
|                                                                  |                                                     |                                                            | Genitori                                                                           |  |  | Nonni |  |  | Bisnonni                                                          |  |  | Trisnonni                                                    |  |
|                                                                  |                                                     |                                                            |                                                                                    |  |  |       |  |  | Domenico Costantino, IV Principe di Löwenstein-Wertheim-Rochefort |  |  | Principe Alessandro Teodoro di Löwenstein-Wertheim-Rochefort |  |
|                                                                  |                                                     |                                                            |                                                                                    |  |  |       |  |  | Domenico Costantino, IV Principe di Löwenstein-Wertheim-Rochefort |  |  | Principe Alessandro Teodoro di Löwenstein-Wertheim-Rochefort |  |
|                                                                  |                                                     | Contessa Luisa di Leiningen-Dachsburg-Hartenburg           |                                                                                    |  |  |       |  |  | Domenico Costantino, IV Principe di Löwenstein-Wertheim-Rochefort |  |  |                                                              |  |
| Carlo Tommaso, V Principe di Löwenstein-Wertheim-Rosenberg       |                                                     |                                                            |                                                                                    |  |  |       |  |  | Domenico Costantino, IV Principe di Löwenstein-Wertheim-Rochefort |  |  |                                                              |  |
|                                                                  |                                                     | Principessa Leopoldina di Hohenlohe-Waldenburg-Bartenstein | Luigi, Principe di Hohenlohe-Waldenburg in Bartenstein                             |  |  |       |  |  |                                                                   |  |  |                                                              |  |
|                                                                  |                                                     | Principessa Leopoldina di Hohenlohe-Waldenburg-Bartenstein | Luigi, Principe di Hohenlohe-Waldenburg in Bartenstein                             |  |  |       |  |  |                                                                   |  |  |                                                              |  |
|                                                                  |                                                     | Principessa Leopoldina di Hohenlohe-Waldenburg-Bartenstein | Contessa Polissena di Limburg-Stirum                                               |  |  |       |  |  |                                                                   |  |  |                                                              |  |
| Costantino, Principe Ereditario di Löwenstein-Wertheim-Rosenberg |                                                     | Principessa Leopoldina di Hohenlohe-Waldenburg-Bartenstein |                                                                                    |  |  |       |  |  |                                                                   |  |  |                                                              |  |
|                                                                  |                                                     | Giuseppe Nicola, Conte di Windisch-Grätz                   | Leopoldo Carlo Giuseppe, Conte di Windisch-Grätz                                   |  |  |       |  |  |                                                                   |  |  |                                                              |  |
|                                                                  |                                                     | Giuseppe Nicola, Conte di Windisch-Grätz                   | Leopoldo Carlo Giuseppe, Conte di Windisch-Grätz                                   |  |  |       |  |  |                                                                   |  |  |                                                              |  |
|                                                                  |                                                     | Giuseppe Nicola, Conte di Windisch-Grätz                   | Contessa Maria Antonia di Khevenhüller                                             |  |  |       |  |  |                                                                   |  |  |                                                              |  |
| Contessa Sofia di Windisch-Grätz                                 |                                                     | Giuseppe Nicola, Conte di Windisch-Grätz                   |                                                                                    |  |  |       |  |  |                                                                   |  |  |                                                              |  |
|                                                                  |                                                     | Principessa e Duchesse Leopoldina d'Arenberg               | Carlo Maria Raimondo d'Arenberg, Principe e V Duca d'Arenberg, XI Duca di Aarschot |  |  |       |  |  |                                                                   |  |  |                                                              |  |
|                                                                  |                                                     | Principessa e Duchesse Leopoldina d'Arenberg               | Carlo Maria Raimondo d'Arenberg, Principe e V Duca d'Arenberg, XI Duca di Aarschot |  |  |       |  |  |                                                                   |  |  |                                                              |  |
|                                                                  |                                                     | Principessa e Duchesse Leopoldina d'Arenberg               | Louise Margarete de la Marck-Schleiden, Contessa di Vardes                         |  |  |       |  |  |                                                                   |  |  |                                                              |  |
| Carlo, VI Principe di Löwenstein-Wertheim-Rosenberg              |                                                     | Principessa e Duchesse Leopoldina d'Arenberg               |                                                                                    |  |  |       |  |  |                                                                   |  |  |                                                              |  |
|                                                                  | Cristiano Alberto, Principe di Hohenlohe-Langenburg | Luigi, Principe di Hohenlohe-Langenburg                    |                                                                                    |  |  |       |  |  |                                                                   |  |  |                                                              |  |
|                                                                  | Cristiano Alberto, Principe di Hohenlohe-Langenburg | Luigi, Principe di Hohenlohe-Langenburg                    |                                                                                    |  |  |       |  |  |                                                                   |  |  |                                                              |  |
|                                                                  | Cristiano Alberto, Principe di Hohenlohe-Langenburg | Contessa Eleonora di Nassau-Saarbrücken                    |                                                                                    |  |  |       |  |  |                                                                   |  |  |                                                              |  |
| Carlo Luigi, Principe di Hohenlohe-Langenburg                    | Cristiano Alberto, Principe di Hohenlohe-Langenburg |                                                            |                                                                                    |  |  |       |  |  |                                                                   |  |  |                                                              |  |
|                                                                  |                                                     | Principessa Carolina di Stolberg-Gedern                    | Federico Carlo, Principe di Stolberg-Gedern                                        |  |  |       |  |  |                                                                   |  |  |                                                              |  |
|                                                                  |                                                     | Principessa Carolina di Stolberg-Gedern                    | Federico Carlo, Principe di Stolberg-Gedern                                        |  |  |       |  |  |                                                                   |  |  |                                                              |  |
|                                                                  |                                                     | Principessa Carolina di Stolberg-Gedern                    | Contessa Luisa di Nassau-Saarbrücken                                               |  |  |       |  |  |                                                                   |  |  |                                                              |  |
| Principessa Agnese di Hohenlohe-Langenburg                       |                                                     | Principessa Carolina di Stolberg-Gedern                    |                                                                                    |  |  |       |  |  |                                                                   |  |  |                                                              |  |
|                                                                  |                                                     | Giovanni Cristiano II, Conte di Solms-Baruth               | Giovanni Carlo, Conte di Solms-Baruth                                              |  |  |       |  |  |                                                                   |  |  |                                                              |  |
|                                                                  |                                                     | Giovanni Cristiano II, Conte di Solms-Baruth               | Giovanni Carlo, Conte di Solms-Baruth                                              |  |  |       |  |  |                                                                   |  |  |                                                              |  |
|                                                                  |                                                     | Giovanni Cristiano II, Conte di Solms-Baruth               | Contessa Luisa di Lippe-Biesterfeld                                                |  |  |       |  |  |                                                                   |  |  |                                                              |  |
| Contessa Amalia Enrichetta di Solms-Baruth                       |                                                     | Giovanni Cristiano II, Conte di Solms-Baruth               |                                                                                    |  |  |       |  |  |                                                                   |  |  |                                                              |  |
|                                                                  |                                                     | Contessa Federica Luisa Reuss di Köstritz                  | Enrico VI, Conte Reuss di Köstritz                                                 |  |  |       |  |  |                                                                   |  |  |                                                              |  |
|                                                                  |                                                     | Contessa Federica Luisa Reuss di Köstritz                  | Enrico VI, Conte Reuss di Köstritz                                                 |  |  |       |  |  |                                                                   |  |  |                                                              |  |
|                                                                  |                                                     | Contessa Federica Luisa Reuss di Köstritz                  | Henrica Casado de Monteleone                                                       |  |  |       |  |  |                                                                   |  |  |                                                              |  |
|                                                                  |                                                     | Contessa Federica Luisa Reuss di Köstritz                  |                                                                                    |  |  |       |  |  |                                                                   |  |  |                                                              |  |